# حسن حسني الطويراني
حسن حسني الطويراني (1266 - 1315 هـ / 1850 - 1897 م) هو حسن حسني باشا بن حسين عارف الطُّوَيْراني.
صحافي وشاعر تركي المولد عربي النشأة. ولد بالقاهرة، وطاف في كثير من بلاد آسيا وأفريقيا وأوروبة الشرقية. كتب وألف في الأدب والشعر باللغتين العربية والتركية، وأنشأ في الأستانة مجلة «الإنسان» عام 1884، ومن ثم حولها إلى جريدة ، لخدمة الإسلام والعلوم والفنون؛ وظلت إلى عام 1890 باستثناء احتجابها عدة أشهر. جاء إلى مصر واشترك في تحرير عدة صحف. تغلب عليه الروح الإسلامية القوية. ومن كتبه: «النصيح العام في لوازم عالم الإسلام»، و«الصدع والالتئام وأسباب الانحطاط وارتقاء الإسلام»، و«كتاب خط الإشارات» وغيرها. له ديوان شعر مطبوع عام 1880.

## وصلات خارجية
- ترجمة في معجم البابطين